# Puchar Tatrzański 2013
66. edycja Pucharu Tatrzańskiego – rozegrana została w dniach 22 - 24 sierpnia 2013. W turnieju wzięły udział cztery drużyny. Mecze rozgrywane były w hali Zimný štadión mesta Poprad.
Do turnieju oprócz drużyny gospodarzy HK Poprad zaproszono trzy drużyny: austriacki EC Graz 99ers, słowacki HC Koszyce oraz Reprezentację Polski. Drużyny rywalizowały w jednej grupie i rozgrywały mecze w systemie każdy z każdym. Obrońcami tytułu była drużyna gospodarzy HK Poprad.
W 66. edycji Pucharu Tatrzańskiego zwyciężyła drużyna EC Graz 99ers.

## Wyniki
| 22 sierpnia 2013 | EC Graz 99ers | 5:2 | HC Koszyce | Zimný štadión mesta Poprad, Poprad |

| Szczegóły      | Szczegóły                                                           | Szczegóły       | Szczegóły                 | Szczegóły                                                                           |
| -------------- | ------------------------------------------------------------------- | --------------- | ------------------------- | ----------------------------------------------------------------------------------- |
| Godzina: 15:00 | Day 09:00 Lefebvre 16:00 Coulombe 23 Kinasewich 40:00 Labelle 50:00 | (2:0, 2:1, 1:1) | 29:00 Paszek 54:00 Jenčík | Widzów: 120 Sędzia główny: Tomáš Orolin Sędziowie liniowi: Roman Bednár René Šoltés |
| Godzina: 15:00 | 18 min. kar                                                         |                 | 16 min. kar               | Widzów: 120 Sędzia główny: Tomáš Orolin Sędziowie liniowi: Roman Bednár René Šoltés |

| 22 sierpnia 2013 | Polska | 5:2 | HK Poprad | Zimný štadión mesta Poprad, Poprad |

| Szczegóły      | Szczegóły                                                              | Szczegóły       | Szczegóły                            | Szczegóły                                                                            |
| -------------- | ---------------------------------------------------------------------- | --------------- | ------------------------------------ | ------------------------------------------------------------------------------------ |
| Godzina: 18:00 | L. Laszkiewicz 02:00 J. Witecki 29:00 M. Kolusz 38:00 M. Łopuski 55:00 | (2:1, 2:0, 1:1) | 19:00 A. Krotak 53:00 S. Mlynarowicz | Widzów: 500 Sędzia główny: Rudolf Lauff Sędziowie liniowi: Jozef Kubusz Lukasz Kacej |
| Godzina: 18:00 | 12 min. kar                                                            |                 | 29 min. kar                          | Widzów: 500 Sędzia główny: Rudolf Lauff Sędziowie liniowi: Jozef Kubusz Lukasz Kacej |

| 23 sierpnia 2013 | HC Koszyce | 6:1 | Polska | Zimný štadión mesta Poprad, Poprad |

| Szczegóły      | Szczegóły                                                                           | Szczegóły       | Szczegóły        | Szczegóły                                                          |
| -------------- | ----------------------------------------------------------------------------------- | --------------- | ---------------- | ------------------------------------------------------------------ |
| Godzina: 15:00 | Sojczik 08:00 Jenczik 15:00 Sojczik 34:00 Marcinko 40:00 Marcinko 50:00 Hrnka 60:00 | (1:2, 0:2, 0:2) | 11:00 M. Łopuski | Sędzia główny: Sztefik Sędziowie liniowi: Roman Bednár René Šoltés |
| Godzina: 15:00 | 8 min. kar                                                                          |                 | 22 min. kar      | Sędzia główny: Sztefik Sędziowie liniowi: Roman Bednár René Šoltés |

| 23 sierpnia 2013 | HK Poprad | 2:4 | EC Graz 99ers | Zimný štadión mesta Poprad, Poprad |

| Szczegóły      | Szczegóły                        | Szczegóły       | Szczegóły                                                | Szczegóły                                                                     |
| -------------- | -------------------------------- | --------------- | -------------------------------------------------------- | ----------------------------------------------------------------------------- |
| Godzina: 18:00 | A. Krotak 20:00 Nitriansky 45:00 | (0:1, 0:1, 2:2) | 20:00 Kuka 33:00 Day 56:00 Latendresse 60:00 Latendresse | Sędzia główny: Tomas Orolin Sędziowie liniowi: Tibor Rovenský Vladimír Snášel |
| Godzina: 18:00 | ? min. kar                       |                 | ? min. kar                                               | Sędzia główny: Tomas Orolin Sędziowie liniowi: Tibor Rovenský Vladimír Snášel |

| 24 sierpnia 2013 | Polska | 1:5 | EC Graz 99ers | Zimný štadión mesta Poprad, Poprad |

| Szczegóły      | Szczegóły        | Szczegóły       | Szczegóły                                                   | Szczegóły                                                                   |
| -------------- | ---------------- | --------------- | ----------------------------------------------------------- | --------------------------------------------------------------------------- |
| Godzina: 15:00 | D. Gruszka 50:00 | (0:1, 0:1, 1:3) | 10:00 Day 32:00 Lemieux 46:00 Sertich 49:00 Day 52:00 Woger | Sędzia główny: Tomáš Orolin Sędziowie liniowi: Roman Bednár Vladimír Snášel |
| Godzina: 15:00 | ? min. kar       |                 | ? min. kar                                                  | Sędzia główny: Tomáš Orolin Sędziowie liniowi: Roman Bednár Vladimír Snášel |

| 24 sierpnia 2013 | HK Poprad | 3:5 | HC Koszyce | Zimný štadión mesta Poprad, Poprad |

| Szczegóły      | Szczegóły                                       | Szczegóły       | Szczegóły                                                     | Szczegóły                                                                |
| -------------- | ----------------------------------------------- | --------------- | ------------------------------------------------------------- | ------------------------------------------------------------------------ |
| Godzina: 18:00 | Paukovček 08:39 S. Takáč 08:56 Mlynarovič 43:46 | (2:1, 0:1, 1:3) | 09:34 Sojčík 30:11 Bicek 42:40 Hinďoš 45:56 Bicek 47:53 Matis | Sędzia główny: Jozef Kubuš Sędziowie liniowi: Tibor Rovenský Lukáš Kacej |
| Godzina: 18:00 | ? min. kar                                      |                 | ? min. kar                                                    | Sędzia główny: Jozef Kubuš Sędziowie liniowi: Tibor Rovenský Lukáš Kacej |

## Klasyfikacja turnieju
| Lp. | Zespół        | M | Pkt | W | WpD | PpD | P | G + | G - | +/- |
| --- | ------------- | - | --- | - | --- | --- | - | --- | --- | --- |
| 1   | EC Graz 99ers | 3 | 9   | 3 | 0   | 0   | 0 | 14  | 5   | +9  |
| 2   | HC Koszyce    | 3 | 6   | 2 | 0   | 0   | 1 | 13  | 9   | +4  |
| 3   | Polska        | 3 | 3   | 1 | 0   | 0   | 2 | 7   | 13  | -6  |
| 4   | HK Poprad     | 3 | 0   | 0 | 0   | 0   | 3 | 7   | 14  | -7  |

Lp. = lokata, M = liczba rozegranych spotkań, Pkt = Liczba zdobytych punktów, W = Wygrane, WpD = Wygrane po dogrywce lub karnych, PpD = Porażki po dogrywce lub karnych, P = Porażki, G+ = Gole strzelone, G- = Gole stracone, +/- = bilans bramek
Nagrody indywidualne:
- Najlepszy bramkarz: Dany Sabourin (Graz 99ers)
- Najlepszy obrońca: Michal Šeda (HC Koszyce)
- Najlepszy napastnik: Arné Kroták (HK Poprad)
- Najlepszy strzelec: Greg Day (Graz 99ers) 4 bramki